# Fort Branch
Fort Branch é uma cidade  localizada no estado americano de Indiana, no Condado de Gibson.

## Demografia
Segundo o censo americano de 2000, a sua população era de 2320 habitantes.
Em 2006, foi estimada uma população de 2330, um aumento de 10 (0.4%).

## Geografia
De acordo com o United States Census Bureau tem uma área de
1,9 km², dos quais 1,9 km² cobertos por terra e 0,0 km² cobertos por água.

## Localidades na vizinhança
O diagrama seguinte representa as localidades num raio de 16 km ao redor de Fort Branch.